# Гуамея тайванська
Гуаме́я тайванська (Garrulax taewanus) — вид горобцеподібних птахів родини Leiothrichidae. Ендемік Тайваню. Раніше вважався підвидом світлоокої гуамеї, однак був визнаний окремим видом. Генетичне дослідження показало, що ці два види розійшлися приблизно 1,5 млн років тому.

## Опис
Довжина птаха становить 24 см. Забарвлення переважно сіро-коричневе. Спина і верхня частина голови сильно поцятковані темними смужками. Нижня частина тіла поцяткована дрібними смужками. Світлоокі гуамеї мають більш рудуватий відтінок, а такош менш поцятковані смужками.

## Поширення і екологія
Тайванські гуамеї живуть у вологих тропічних лісах Тайваня. Зустрічаються на висоті до 1200 м над рівнем моря. Тайванські гуамеї живуть поодинці, парами або невеликими зграйками. Живляться комахами і насінням, яких шукають в підліску. Сезони розмноження триває з березня по серпень.

## Збереження
МСОП класифікує стан збереження цього виду як близький до загрозливого. За оцінками дослідників, популяція тайванських гуамей становить менше 10 тисяч птахів. Тайванським гуамеям загрожує втрата генетичної унікальності через активну гібридизацію з інтродукованими світлоокими гуамеями.
.